# Alfonso Sansone produttore per caso
Alfonso Sansone produttore per caso è un film documentario del 2014 diretto da Claudio Costa.

## Trama
Il documentario narra le avventure di Alfonso Sansone e Henryk Chroscicki, due produttori cinematografici che dagli anni cinquanta agli anni settanta ebbero molto successo con i film di Marco Ferreri, che aiutarono a esordire, e poi con dei film western sull'onda di quelli di Sergio Leone.
Nel film alla testimonianza di Sansone si alternano quelle di amici e colleghi che furono testimoni dell'epopea cinematografica dei due soci, che crearono la società Sancro Film dall'acronimo dei loro cognomi, Sansone e Chroscicki.
Tra i film più noti prodotti da Sansone e Chroscicki Una storia moderna - L'ape regina con Marina Vlady, Da uomo a uomo sceneggiato tra gli altri da Luciano Vincenzoni e L'oro di Roma di Carlo Lizzani.

## Curiosità
Sansone era nato in Sicilia da una famiglia benestante. Chroscicki era invece un ebreo polacco fuggito con il padre in Australia poco prima dell'invasione nazista della Polonia; si era poi arruolato volontario nell'esercito statunitense. Feritosi in un incidente stradale, finì la guerra in ospedale. Ottenuta una borsa di studio per frequentare a Roma il Centro sperimentale di cinematografia, si iscrisse al corso di regia ma presto comprese che la produzione era il suo futuro.
Incontrò in quella scuola Francesco Maselli attraverso il quale conobbe Alfonso Sansone durante le riprese di un documentario a Palermo. L'incontro tra i due fu fortunato, insieme produssero decine di film e aiutarono a esordire Marco Ferreri e i fratelli Taviani.
Nel film Francesco Maselli racconta che Orson Welles noleggiò da Sansone e Chroscicki del materiale tecnico per le riprese di un film che stava girando quando viveva a Roma. Il film era Otello.
Welles non pagò mai le spese di noleggio.
L'ultimo film prodotto da Alfonso Sansone fu Giorni felici a Clichy diretto da Claude Chabrol. Nonostante le ottime intenzioni e l'impegno economico di Sansone, il film andò male e concluse la carriera del produttore che poco tempo dopo iniziò a distribuire in Italia i film di registi tedeschi quali Rainer Werner Fassbinder, Werner Herzog e altri.

## Edizioni
La prima edizione risale al 2014. 
Sono state realizzate una edizione con sottotitoli in inglese e una in tedesco intitolate Alfonso Sansone Producer by Chance, Alfonso Sansone produzent durch zufall : il sottotitolaggio è stato  realizzato con il contributo del Ministero degli Affari Esteri e della Cooperazione Internazionale.

## Festival
Il documentario è stato in selezione nel 2020 al Lift-Off Global Network, nel 2021 al First-Time Filmaker Online Sessions e nel Filmoptico - International Art Visual and Film Festival.